# Фемина (премия)

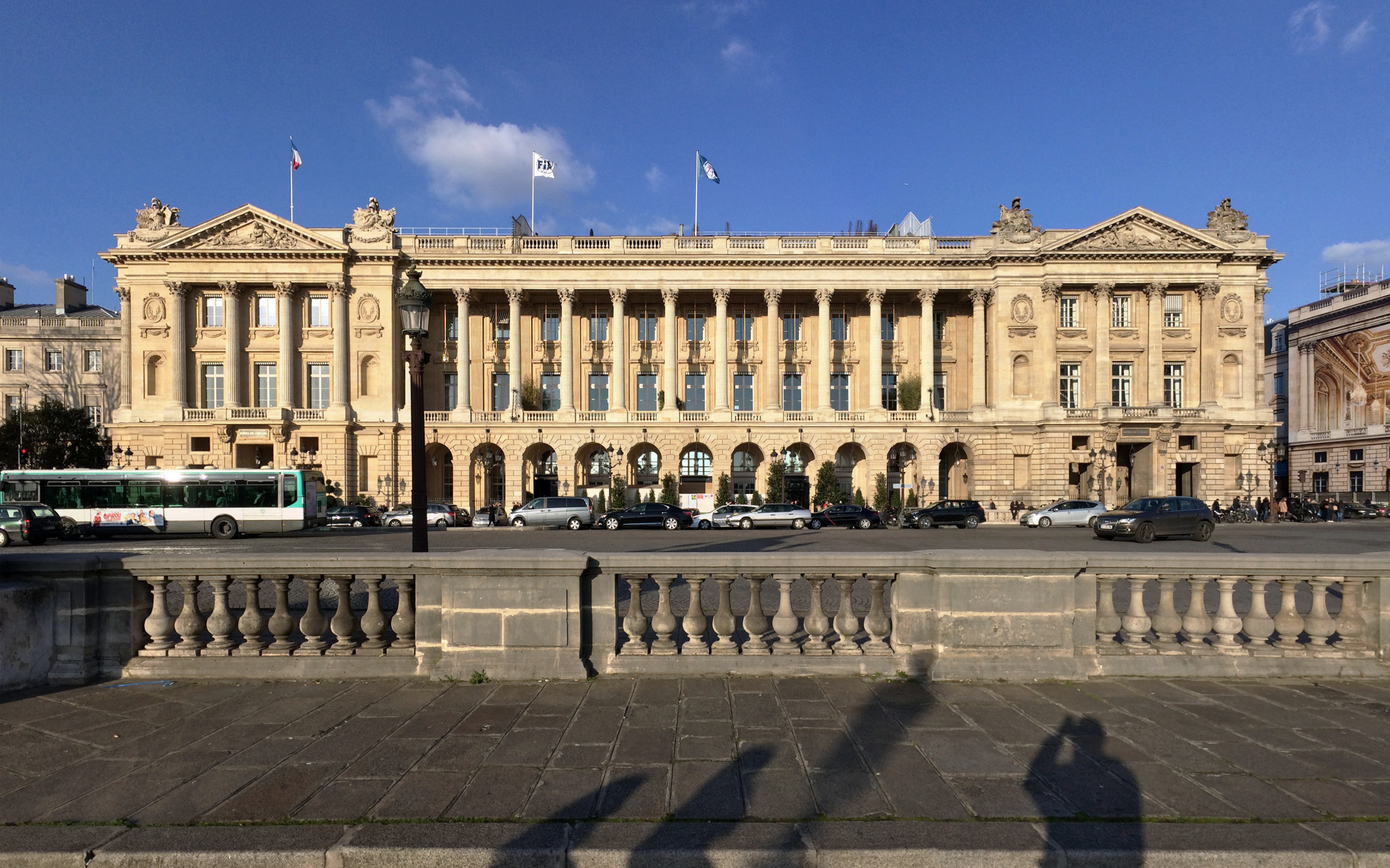
Отель Крийон

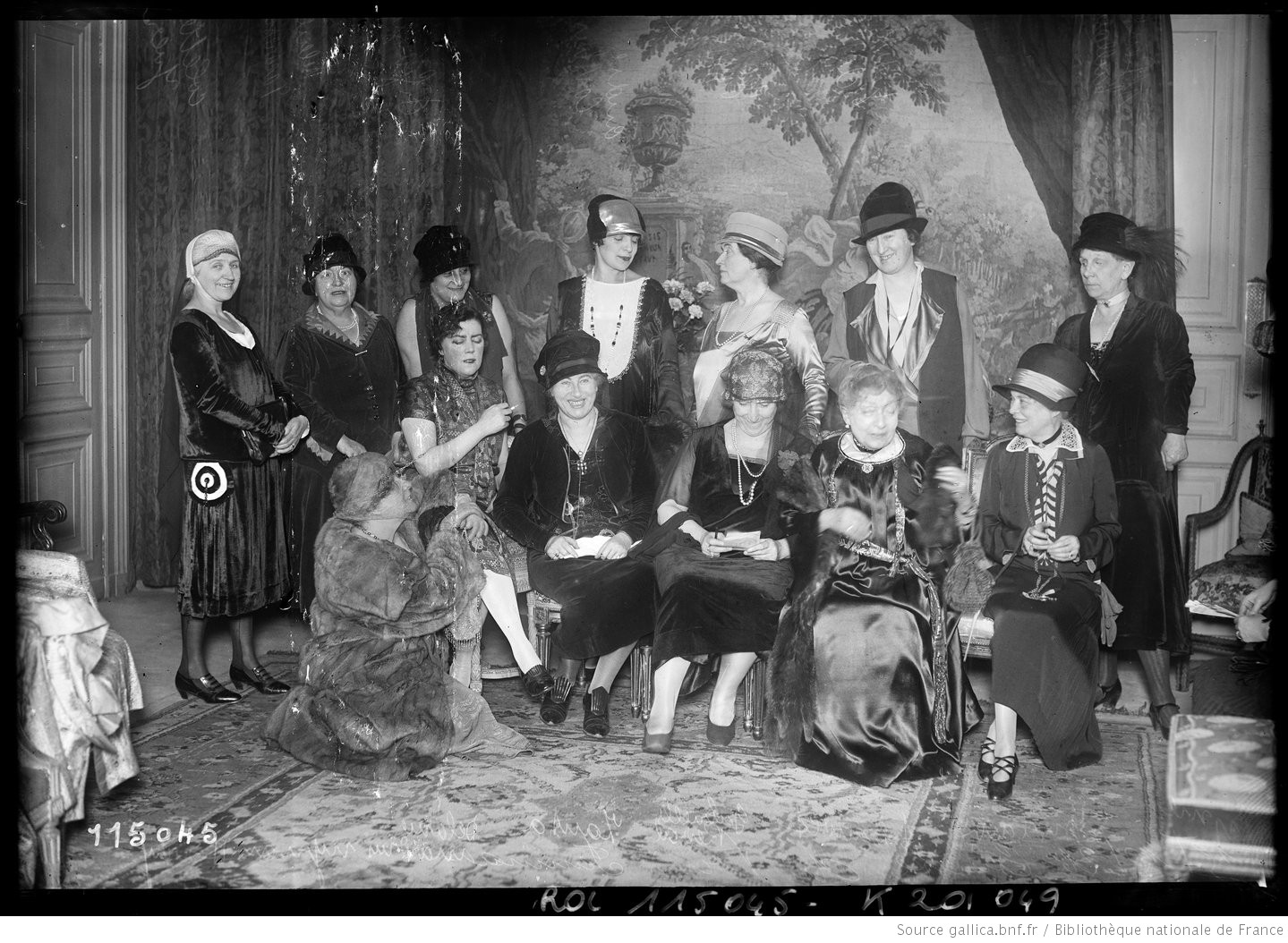
Жюри 1926 года

Премия Фемина (фр. Prix Femina) — французская литературная премия, учреждённая в 1904 году по инициативе сотрудниц женского журнала «Счастливая жизнь». По замыслу основательниц, «Фемина» должна была составить альтернативу исключительно «мужской» Гонкуровской премии. В жюри входят только женщины; первым лауреатом стала писательница Мириам Арри. Премия присуждается ежегодно в первую среду ноября в парижском отеле Крийон на Площади Согласия. Наряду с Гонкуровской премией, а также премиями Ренодо и Медичи, входит в число наиболее престижных литературных наград Франции.

## История
У истоков премии стояли члены редколлегии женских журналов Femina, основанного в 1901 году, и Vie heureuse («Счастливая жизнь»), основанного в 1902 году. В 1902 году журнал Femina провёл среди своих читательниц опрос, кого из женщин — ныне живущих или умерших — они бы хотели видеть в составе «идеальной женской Академии». Издатели получили 8277 открыток с ответами; семь женщин из первых четырёх десятков вошли в жюри поэтического конкурса, проводившегося журналом.
В 1903 году была учреждена Гонкуровская премия за лучший французский роман, первым лауреатом которой стал Джон-Антуан Но. В 1904 году однозначным фаворитом считался роман «La conquête de Jérusalem» («Завоевание Иерусалима») писательницы Мириам Арри. Однако премию получил Леон Фрапье; что же касается Арри, то члены Гонкуровского жюри недвусмысленно дали понять, что не намерены поддерживать «феминизацию» литературы.
В этих условиях Каролина де Брутель, директор журнала Vie heureuse, предложила учредить новую премию, в жюри которой входили бы исключительно женщины. 12 из 22 женщин первого состава жюри были выбраны из числа победителей опроса журнала Femina; председателем жюри стала поэтесса Анна де Ноай. Премия была вручена Мириам Арри ретроспективно (датой первого вручения в различных источниках указывается 4 декабря 1904, 28 января 1905 и февраль 1905 года).
Долгое время премия носила название Prix Vie Heureuse и лишь с 1922 (по другим источникам — с 1919) года стала называться «премия Фемина».

### Члены первого жюри

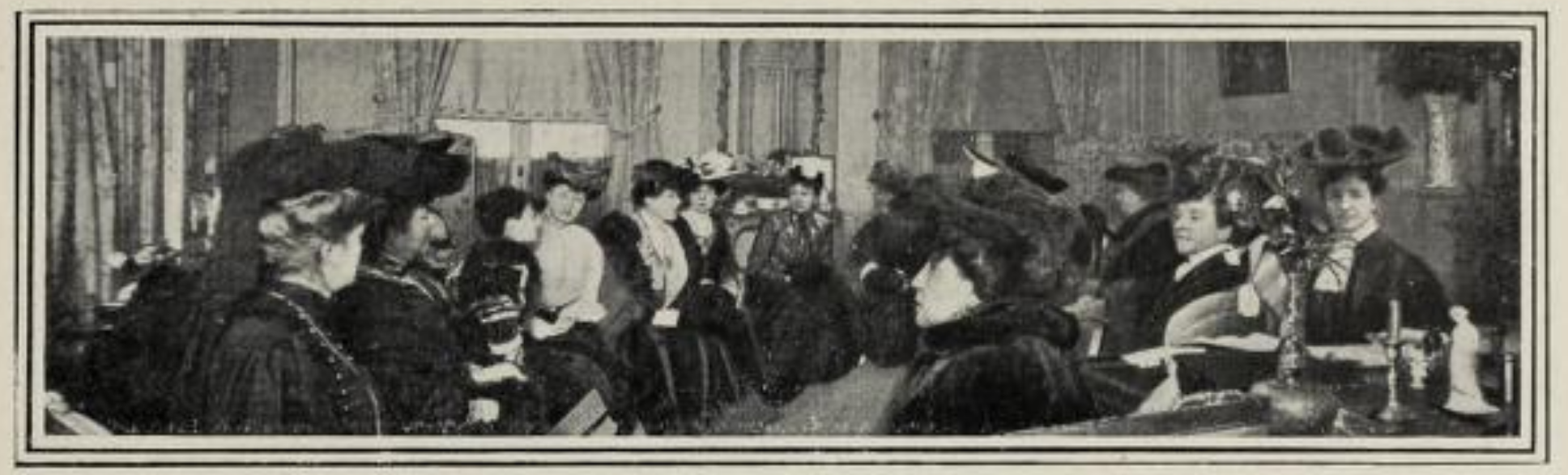
Члены первого жюри в салоне Анны де Ноай

В состав первого жюри из 22 женщин входили:
Жюльетта Адам, Арвед Барин, Тереза Бентсон, Жан Бертеруа (псевдоним Берты Ле Барийе), Каролина де Брутель, Пьер де Кульвен (псевдоним Жанны Лаперш), Жанна Метт, Жюли Доде, Люси Деларю-Мардрюс, Жанна Дьёлафуа, Мари Дюкло, Клод Ферваль, Люси Феликс-Форе-Гуайю, Жюдит Готье, Даниэль Лесюёр (псевдоним Жанны Луазо), Жанна Марни, Жорж де Пейребрюн (псевдоним Матильды де Пейребрюн), Маргерит Порадовска, Габриэль Реваль, Северин и Марсель Тинер (псевдоним Маргариты Шато). Председательницей была Анна де Ноай.

## Регламент премии
Премия «Фемина» присуждается ежегодно за лучшее художественное произведение на французском языке. В жюри входят 12 женщин. Вручение проходит в парижском отеле Крийон, как правило, в первую среду ноября (за несколько дней до вручения Гонкуровской премии). Денежного выражения премия не имеет, однако количество продаж произведения-лауреата составляет 100—250 тысяч экземпляров. C 1985 года присуждается также премия Фемина зарубежному автору, с 1999 года — премия Фемина за эссе.

## Лауреаты
- 1904 — Мириам Арри, «Завоевание Иерусалима»
- 1905 — Ромен Роллан, роман «Жан-Кристоф»
- 1906 — Андре Кортис, «Геммы и отсветы» / Gemmes et moires
- 1907 — Колетт Ивер, роман «Принцесса науки» / Princesses de science
- 1908 — Эдуар Эстонье, роман «Тайная жизнь»
- 1909 — Эдмон Жалу, «Дальше молчание» / Le reste est silence
- 1910 — Маргарита Оду, роман «Мари-Клэр»
- 1911 — Луи де Робер, «Роман больного» / Le Roman du malade
- 1912 — Жак Морель, «Опавшие листья» / Feuilles mortes
- 1913 — Камилла Марбо, «Статуя под вуалью» / La Statue voilée
- 1914, 1915, 1916 — премия не присуждалась
- 1917 — Рене Милан, «Одиссея торпедированного транспорта» / L’Odyssée d’un transport torpillé
- 1918 — Анри Башлен, «Слуга» / Le Serviteur
- 1919 — Ролан Доржелес, «Деревянные кресты» / Les Croix de bois
- 1920 — Эдмон Гожон, «Сад богов» / Le Jardin des dieux
- 1921 — Раймон Эсколье, «Кантегриль»
- 1922 — Жак де Лакретель, «Зильберман» / Silbermann
- 1923 — Жанна Гальзи, «Лежачие» / Les Allongés
- 1924 — Шарль Деренн, «Чувственный бестиарий» / Le Bestiaire sentimental
- 1925 — Жозеф Дельтей, «Жанна д’Арк» / Jeanne d’Arc
- 1926 — Шарль Сильвестр, «Чудо сердца» / Prodige du cœur
- 1927 — Мари ле Франк, «Невинный Большой Луи» / Grand-Louis l’innocent
- 1928 — Доминик Дюнуа, «Жоржетта Гару» / Georgette Garou
- 1929 — Жорж Бернанос, «Радость» / La Joie
- 1930 — Марк Шадурн, «Сесиль де ла Фоли» / Cécile de la Folie
- 1931 — Антуан де Сент-Экзюпери, «Ночной полёт»
- 1932 — Рамон Фернандез, «Пари» / Le Pari
- 1933 — Женевьева Фоконье, «Клод» / Claude
- 1934 — Робер Франсис, «Корабль-убежище» / Le Bateau-refuge
- 1935 — Клод Сильв, «Благословение» / Bénédiction
- 1936 — Луиза Эрвьё, «Кровь» / Sangs
- 1937 — Раймонда Венсан, «Деревня» / Campagne
- 1938 — Феликс де Шазурн, «Каролина, или отъезд на острова» / Caroline ou le Départ pour les îles
- 1939 — Поль Виалар, роман «Морская роза»
- 1940, 1941, 1942, 1943 — премия не присуждалась
- 1944 — издательство «Минюи»
- 1945 — Анн-Мари Монне, «Дорога солнца» / Le Chemin du soleil
- 1946 — Мишель Робида, «Время долготерпения» / Le Temps de la longue patience
- 1947 — Габриэль Руа, «Счастливый случай» / Bonheur d’occasion
- 1948 — Эмманюэль Роблес, «Высоты города» / Les Hauteurs de la ville
- 1949 — Мария Ле Ардуэн, «Дама сердца» / La Dame de cœur
- 1950 — Серж Груссар, «Женщина без прошлого» / La Femme sans passé
- 1951 — Анн де Турвиль, «Жабадао» / Jabadao
- 1952 — Доминик Ролен, «Дыхание» / Le Souffle
- 1953 — Зоя Ольденбург, «Краеугольный камень» / La Pierre angulaire
- 1954 — Габриель Веральди, «Человечная машина» / La Machine humaine
- 1955 — Андре Дотель, «Страна, где ничего не происходит» / Le Pays où l’on n’arrive jamais
- 1956 — Франсуа-Режис Бастид, «Прощания» / Les Adieux
- 1957 — Кристиан Мегре, «Перекресток одиночеств» / Le Carrefour des solitudes
- 1958 — Франсуаза Малле-Жорис, «Небесная империя» / L’Empire céleste
- 1959 — Бернар Прива, «Под стеной» / Au pied du mur
- 1960 — Луиза Беллок, «Рухнувшие ворота» / La Porte retombée
- 1961 — Анри Тома, «Высокий мыс» / Le Promontoire
- 1962 — Ив Берже, «Юг» / Le Sud
- 1963 — Роже Вриньи, «Муженская ночь» / La Nuit de Mougins
- 1964 — Жан Бланза, «Фальсификатор» / Le Faussaire
- 1965 — Робер Пенже, «Кто-то» / Quelqu’un
- 1966 — Ирен Монези, «Натюрморт перед окном» / Nature morte devant la fenêtre
- 1967 — Клер Эчерли, «Элиза, или Настоящая жизнь»
- 1968 — Маргерит Юрсенар, «Философский камень»
- 1969 — Хорхе Семпрун, «Другая смерть Рамона Меркадера»
- 1970 — Франсуа Нурисье, «Хворь» / La Crève
- 1971 — Анджело Ринальди, «Дом Атлантов» / La Maison des Atlantes
- 1972 — Роже Гренье, «Кинороман»
- 1973 — Мишель Дар, «Хуан Мальдонне» / Juan Maldonne
- 1974 — Рене-Виктор Пиль, роман «Проклинающий» / L’Imprécateur
- 1975 — Клод Фарагжи, «Господин часа» / Le Maître d’heure
- 1976 — Мари-Луиза Омон, роман «Дорога»
- 1977 — Режис Дебре, «Горящий снег» / La neige brûle
- 1978 — Франсуа Сонкен, «Отцовская любовь» / Un amour de père
- 1979 — Пьер Муано, «Страж тени» / Le Guetteur d’ombre
- 1980 — Жослин Франсуа, «Сыграй нам Испанию» / Joue-nous España
- 1981 — Катрин Эрмари-Вьей, «Великий визирь ночи» / Le Grand Vizir de la nuit
- 1982 — Анна Эбер, «Безумцы из Бассана» / Les Fous de Bassan
- 1983 — Флоранс Деле, «Богатая и легкомысленная» / Riche et légère
- 1984 — Бертран Визаж, «Все солнца» / Tous les soleils
- 1985 — Эктор Бьянчотти, «Без милосердия Христова» / Sans la miséricorde du Christ
- 1986 — Рене Беллето, «Ад» / L’Enfer
- 1987 — Ален Абсир, «Равный Богу» / L'Égal de Dieu
- 1988 — Александр Жарден, «Зебра» / Le Zèbre
- 1989 — Сильви Жермен, роман «Дни гнева»
- 1990 — Пьеретта Флётьо, «Мы вечны» / Nous sommes éternels
- 1991 — Пола Жак, «Дебора и рассеянные ангелы» / Déborah et les anges dissipés
- 1992 — Анн-Мари Гара, «Аден» / Aden
- 1993 — Марк Ламброн, «Взгляд молчания» / L'Œil du silence
- 1994 — Оливье Ролен, роман «Пор-Судан»
- 1995 — Эмманюэль Каррер, роман «Зимняя школа в горах»
- 1996 — Женевьева Бризак, «Уик-энд в погоне за матерью»
- 1997 — Доминик Ногез, роман «Темная страсть»
- 1998 — Франсуа Чен, роман «Слова Тиани»
- 1999 — Марилин Дебиоль, роман «Анхиз» / Anchise
- 2000 — Камиль Лоран, «В этих вот руках» / Dans ces bras-là
- 2001 — Мари Ндьяй, роман «Рози Карп»
- 2002 — Шанталь Тома, роман «Прощание с королевой»
- 2003 — Дай Сыцзе, Комплекс Ди
- 2004 — Жан-Поль Дюбуа, «Французская жизнь» / Une vie française
- 2005 — Режис Жофре, «Сумасшедшие дома» / Asiles de fous
- 2006 — Нэнси Хьюстон, роман «Линии разлома»
- 2007 — Эрик Фотторино, «Киношные поцелуи»
- 2008 — Жан-Луи Фурнье, «Куда мы идём, папа?»
- 2009 — Гвенаэль Обри, «Никто»
- 2010 — Патрик Лапейр, «Долгая жизнь и бесконечное желание»
- 2011 — Симон Либерати, роман «Джейн Мэнсфилд, год 1967-й»
- 2012 — Патрик Девиль, роман «Чума и Холера» / Peste et Choléra
- 2013 — Леонора Миано, роман «Сезон тени»
- 2014 — Яник Лаэнс, роман «Лунная ванна» / Bain de lune
- 2015 — Кристоф Болтански, роман «Сокрытие» / La Cache
- 2016 — Маркюс Мальт, роман «Парень» / Le Garçon
- 2017 — Филипп Жаэнада, роман «Серп» / La Serpe
- 2018 — Филипп Лансон, роман «Клочья» / Le Lambeau
- 2019 — Сильвен Прюдом, «По дорогам» / Par les routes
- 2020 — Серж Жонкур, «Человеческая природа» / Nature humaine
- 2021 — Клара Дюпон-Моно, «Приспосабливаться» / S’adapter
- 2022 — Клоди Хунцингер, «Собака за моим столом» / Un chien à ma table
- 2023 — Неж Синно, «Грустный тигр» / Triste tigre

### Премия Фемина зарубежному автору
- 1985 — Джон Максвелл Кутзее ( ЮАР), роман «Жизнь и время Михаэла К.»
- 1986 — Торгни Линдгрен ( Швеция), роман «Царица Савская»
- 1987 — Сьюзен Майнот[англ.] ( США), роман «Обезьяны»
- 1988 — Амос Оз ( Израиль), роман «Чёрный ящик»
- 1989 — Элисон Лури ( США), «Правда о Лорин Джонс» / The Truth About Lorin Jones
- 1990 — Вержилио Феррейра, ( Португалия), роман «Потерянное утро»
- 1991 — Дэвид Малуф[англ.] ( Австралия), роман «Большой мир»
- 1992 — Джулиан Барнс ( Великобритания), роман «Любовь и так далее»
- 1993 — Иэн Макьюэн ( Великобритания), роман «Украденный ребёнок»
- 1994 — Роуз Тремейн ( Великобритания), «Священная страна»
- 1995 — Йерун Брауверс ( Нидерланды), «Декантированное красное»
- 1996 — Хавьер Мариас ( Испания), роман «В час битвы завтра вспомни обо мне»
- 1997 — Цзя Пинва ( Китай), «Павшая столица»
- 1998 — Антонио Муньос Молина ( Испания), роман «Полнолуние»
- 1999 — Хитонари Цудзи[англ.] ( Япония), «Белый Будда»
- 2000 — Джамейка Кинкейд ( Антигуа и Барбуда), роман «Мой брат»
- 2001 — Кит Риджуэй[англ.] ( Ирландия), «Долгое падение»
- 2002 — Эрри Де Лука[англ.] ( Италия), роман «Монтедидио»
- 2003 — Магда Сабо ( Венгрия), роман «Дверь»
- 2004 — Хьюго Хэмилтон[англ.] ( Ирландия), «Пестрый народ»
- 2005 — Джойс Кэрол Оутс ( США), роман «Падения»
- 2006 — Нуле О’Фуэйлан[англ.] ( Ирландия), «История чикагского мая»
- 2007 — Эдвард Сент-Обин ( Великобритания), «Материнское молоко»
- 2008 — Сандро Веронези[англ.] ( Италия), роман «Мирный хаос»
- 2009 — Маттиас Цшокке ( Швейцария), роман «Морис с курицей»
- 2010 — Софи Оксанен ( Финляндия), роман «Очищение»
- 2011 — Франсиско Голдман[англ.] ( США), роман «Скажи своё имя»
- 2012 — Джули Оцука ( США) роман «Будда в Аттике» (во фр. переводе «Некоторые никогда не видели моря» / Certaines n’avaient jamais vu la mer)
- 2013 — Ричард Форд ( США), роман «Канада»
- 2014 — Цруя Шалев ( Израиль), роман «Остаток жизни» (во фр. переводе «Что остается от наших жизней» / Ce qui reste de nos vies)
- 2015 — Керри Хадсон[англ.] ( Великобритания), роман «Жажда» (во фр. переводе «Цвет воды» / La Couleur de l’eau)
- 2016 — Рабих Аламеддин[англ.] ( Ливан,  США), роман «Ненужная женщина» (An Unnecessary Woman) (во фр. переводе «Бумажная жизнь» / Les Vies de papier)
- 2017 — Джон Эдгар Вайдман[англ.] ( США), роман «Писать для спасения жизни. Досье Луиса Тилла» (Writing to Save a Life: The Louis Till File) (на фр. Écrire pour sauver une vie. Le Dossier Louis Till)
- 2018 — Элис Макдермотт ( США), роман «Девятый час» (The Ninth Hour)
- 2019 — Мануэль Вилас[англ.] ( Испания), роман «Ордеса» (Ordesa)
- 2020 — Дебора Леви ( США), романы «Стоимость жизни. Рабочая автобиография» (The Cost of Living. Working Autobiography) и «То, чего я не хочу знать» (Things I Don’t Want to Know)
- 2021 — Ахмет Альтан[англ.] ( Турция), «Мадам Хайят» (Madame Hayat)
- 2022 — Рейчел Каск ( Великобритания), роман «Второе место»
- 2023 — Луиза Эрдрич ( США), роман «Срок»

## Премия Фемина за эссе
| Год  | Автор | Автор                                | Произведение | Издатель      |
| ---- | ----- | ------------------------------------ | --- | ------------- |
| 1999 |       | Мишель дель Кастильо                 | Колетт, подлинная Франция / Colette, une certaine France | Галлимар      |
| 2000 | —     | —                                    | — | —             |
| 2001 |       | Эльвира де Бриссак                   | О восемнадцатый / Ô dix-neuvième ! | Грассе        |
| 2002 |       | Майкл Барри                          | Масуд / Massoud | Луи Одибер    |
| 2003 |       | Жан Ацфельд                          | Сезон мачете / Une saison de machettes | Сёй           |
| 2004 |       | Роже Кемпф                           | Нескромность братьев Гонкуров / L’Indiscrétion des frères Goncourt                                                                                           | Грассе        |
| 2005 |       | Тереза Дельпеш                       | Одичание / L’Ensauvagement | Грассе        |
| 2006 |       | Клод Арно                            | Кто говорит Я в Мы: Субъективная история идентичности / Qui dit je en nous ? Une histoire subjective de l’identité                                           | Грассе        |
| 2007 |       | Жиль Лапуж                           | Чернила путешественника / L’Encre du voyageur | Альбен Мишель |
| 2009 |       | Мишель Перро                         | История комнат / Histoire de chambres | Сёй           |
| 2010 |       | Жан-Дидье Венсан                     | Элизе Реклю: географ, анархист, эколог / Élisée Reclus : géographe, anarchiste, écologiste                                                                   | Робер Лафон   |
| 2011 |       | Лор Мюрат                            | Человек, который принимал себя за Наполеона: к политической истории безумия / L’Homme qui se prenait pour Napoléon : Pour une histoire politique de la folie | Галлимар      |
| 2012 |       | Тоби Натан                           | Этно-роман / Ethno-roman | Грассе        |
| 2013 |       | Жан-Поль Энтховен и Рафаэль Энтховен | Любовный словарь Марселя Пруста / Dictionnaire amoureux de Marcel Proust                                                                                     | Плон          |
| 2014 |       | Поль Вен                             | И в вечности я не буду скучать / Et dans l'éternité je ne m’ennuierai pas                                                                                    | Альбен Мишель |
| 2015 |       | Эмманюэль Луайе                      | Клод Леви-Стросс / Claude Lévi-Strauss | Фламмарион    |
| 2016 |       | Гислен Дюнан                         | Шарлотта Дельбо, обретенная жизнь / Charlotte Delbo, la vie retrouvée                                                                                        | Грассе        |
| 2017 |       | Жан-Люк Коаталем                     | Отзвуки моих шагов / Mes pas vont ailleurs | Сток          |
| 2018 |       | Элизабет де Фонтене                  | Ночной Гаспар / Gaspard de la nuit | Сток          |
| 2019 |       | Эмманюэль Ламбер                     | Giono, furioso | Сток          |
| 2020 |       | Кристоф Гранже                       | Жозеф Кабрис, или Возможности жизни (1780—1822) / Joseph Kabris ou possibilités d’une vie (1780—1822)                                                        | Анамоза       |
| 2021 |       | Анни Коэн-Солаль                     | Иностранец по фамилии Пикассо / Un étranger nommé Picasso | Фаяр          |
| 2022 |       | Аннет Вевьорка                       | Гробницы / Tombeaux | Сёй           |
| 2023 |       | Уго Мишерон                          | Гнев и забвение / La Colère et l’oubli | Галлимар      |

## Премия Фемина лицеистам
| Год  | Название                          | Автор             |
| ---- | --------------------------------- | ----------------- |
| 2016 | Tropique de la violence           | Наташа Аппана     |
| 2017 | Ma reine                          | Жан-Батист Андреа |
| 2018 | Je voudrais que la nuit me prenne | Изабель Десескель |
| 2019 | La Chaleur                        | Виктор Жестен     |
| 2020 | Ce qu’il faut de nuit             | Лоран Птиманжен   |
| 2021 | Le rire des déesses               | Ананда Деви       |
| 2022 | Tenir sa langue                   | Полина Панасенко  |
| 2023 | Ce que je sais de toi             | Эрик Шакур        |